# Orange City (Iowa)
Pour les articles homonymes, voir Orange City.
La ville américaine d’Orange City est le siège du comté de Sioux, dans l’État de l’Iowa. Elle comptait 5 582 habitants lors du recensement de 2000.

## Histoire
La ville a été fondée par des colons néerlandais, elle s’est d’abord appelée Holland et a été renommée Orange City en hommage à la famille royale des Pays-Bas. Ces colons venaient de Pella, Iowa, et cherchaient des terres moins chères.

## Personnalités liées à la commune
- Dennis Muilenburg y est né.

## Source
- (en) Cet article est partiellement ou en totalité issu de l’article de Wikipédia en anglais intitulé « Orange City, Iowa » (voir la liste des auteurs).